# Interpunktion
Unter Interpunktion (von lateinisch interpunctio, auch Zeichensetzung) versteht man das Setzen von Satzzeichen in Sätzen zur Verdeutlichung syntaktischer Strukturen und das Setzen von Wortzeichen in Wörtern zur Verdeutlichung morphologischer Strukturen. Die Interpunktion folgt in jeder geschriebenen Sprache entsprechenden Interpunktionsregeln.
Als philologische Details tragen Satzzeichen die Sinnkonstruktion eines Textes mit. In literaturwissenschaftlicher und philosophischer Auslegung wird untersucht, wie Satzzeichen an der Entfaltung des rhetorischen Repertoires beteiligt sind. 